# カーブリスターン

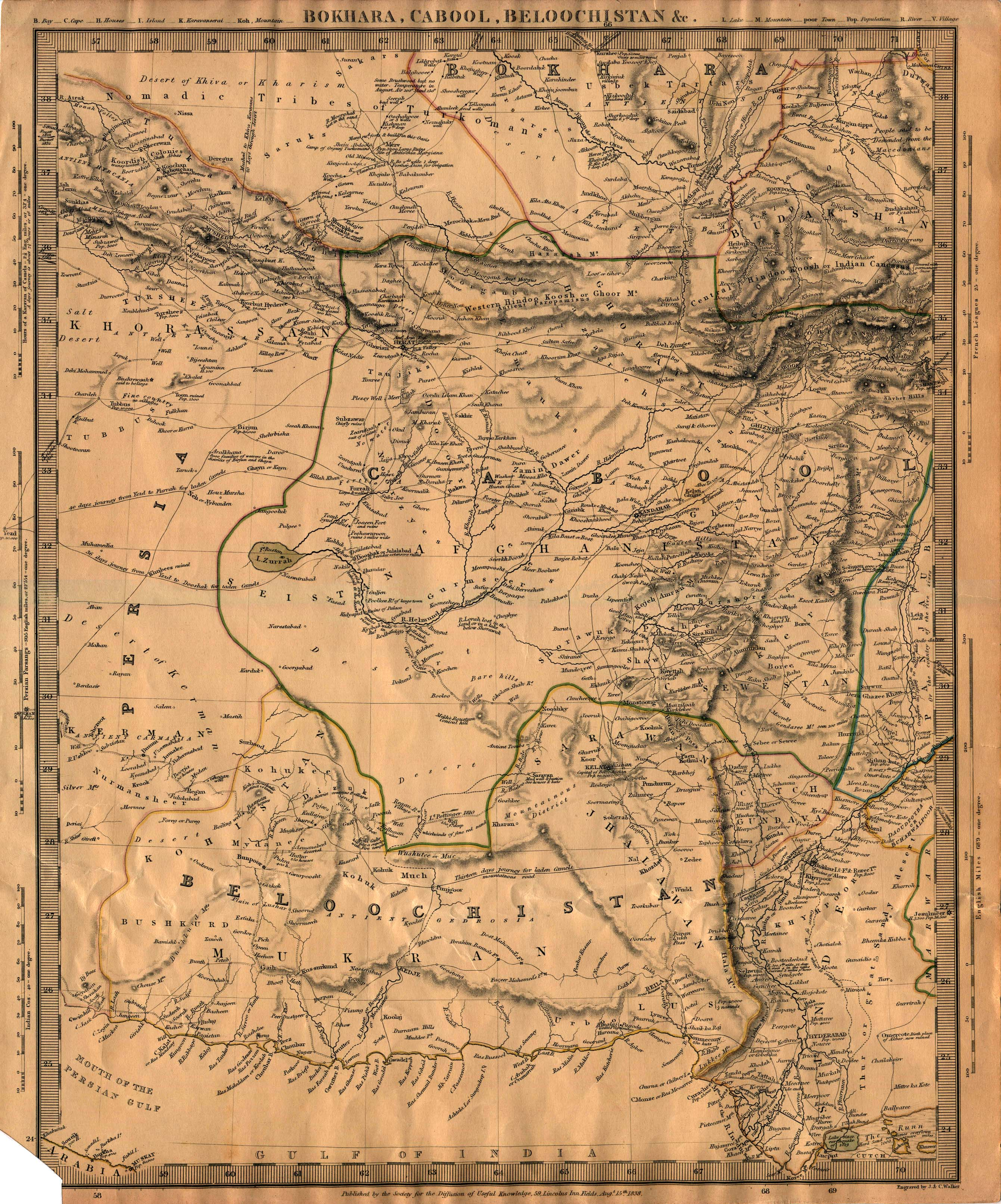
カーブル王国の地図（Society for the Diffusion of Useful Knowledge 刊、1838年）。この地図では、現在のアフガニスタンに相当する地域の多くに「カーブル」（Caboul）の地名が割り当てられている。

カーブリスターン（Kabulistan; Pashto/ペルシア語: کابلستان）は、現在のアフガニスタンのカーブル州を中心とする地域を指す歴史的な地理名称である。カーブリスターンは、現在のパキスタン北西部のペシャーワルなどをも含む。 
プトレマイオスの地理書をはじめとして、Cabolitae (Καβολῖται) という地名について言及するギリシア語の文献、ラテン語の文献は数多く残されている。18世紀から20世紀にかけて、ドゥッラーニー帝国のことをカーブル王国（Kingdom of Caboul）と呼ぶヨーロッパ人もいた。
6世紀から9世紀の間「カーブル・シャーヒー」と呼ばれる豪族がカーブリスターンを支配した。彼らはカーブルの町を城壁で囲って防備を固めたが、ザランジュから進撃したサッファール朝軍に敗れた。城壁跡は現在のカーブル市内で見ることができる。